# اچ‌ام‌اس شارک (۱۸۹۴)
اچ‌ام‌اس شارک (۱۸۹۴) (به انگلیسی: HMS Shark (1894)) یک کشتی بود که طول آن ۲۰۰ فوت (۶۱ متر) بود. این کشتی در سال ۱۸۹۴ ساخته شد.